# 聖亨利主教座堂

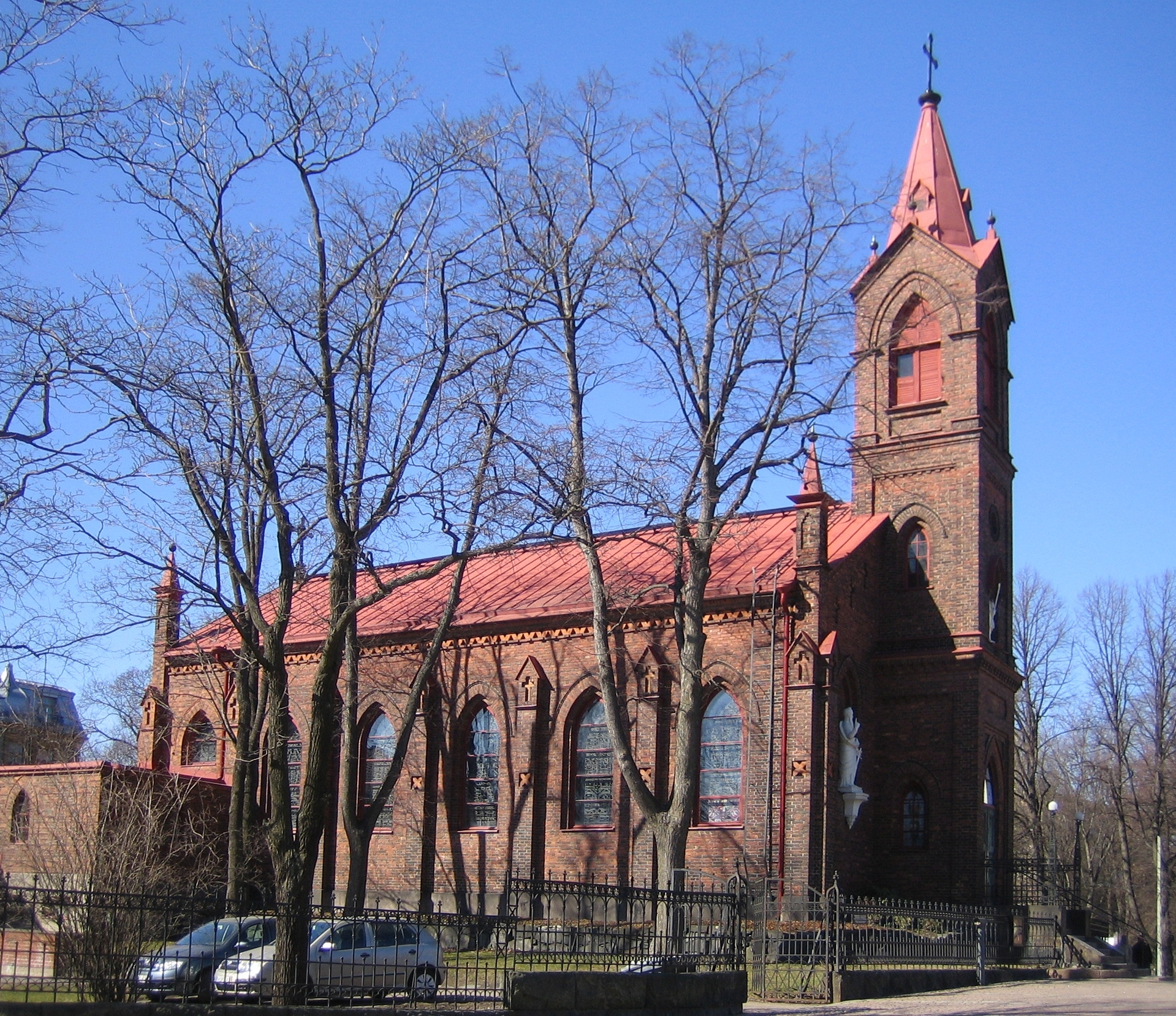
聖亨利主教座堂

聖亨利主教座堂（芬蘭語：Pyhän Henrikin katedraali）是位於芬蘭赫爾辛基的一座天主教會主教教堂，奉献给圣亨利。它是天主教赫爾辛基教區的主教座堂。
该教堂修建於1858年至1860年期間，主要是为俄国军队中的天主教信徒及信奉天主教的商人服务的。虽然教堂建成于1860年，但直到1904年才得到圣化。1955年它成为赫尔辛基的主教座堂。教堂外觀為哥特復興式建築，外部有聖亨利、聖彼得和聖保羅的雕像裝飾。

## 外部連結
- 教堂官方网站 （页面存档备份，存于） （文） （瑞典文） （英文）

60°09′33″N 024°57′15″E / 60.15917°N 24.95417°E